# Hartennes-et-Taux
Hartennes-et-Taux – miejscowość i gmina we Francji, w regionie Hauts-de-France, w departamencie Aisne.
Według danych na styczeń 2014 roku gminę zamieszkiwały 354 osoby, a gęstość zaludnienia wynosiła 55,8 osób/km².